# Michèle Delaire
Pour les articles homonymes, voir Delaire.
Michèle Delaire est une tireuse française spécialisée en Fosse olympique.

## Palmarès

### Championnats d'Europe
- Championne d'Europe individuelle en 1965 à Lisbonne;
- Vice-championne d'Europe individuelle en 1964 à Bologne;
- 3e des championnats d'Europe individuels en 1966 à Lahti.

## Récompenses
- Prix Claude Foussier de l'Académie des sports en 1965, pour son titre européen individuel.

## Décoration
- Médaille d'honneur de la jeunesse et des sports, à titre exceptionnel (1966)[1]